# Эстадиу дус Эукалиптус
«Эста́диу дус Эукали́птус» (порт. Estádio dos Eucaliptos), официальное название стадиона Илдо Менегетти (порт. Estádio Ildo Meneghetti) — ныне несуществующий футбольный стадион в Порту-Алегри, служивший домашней ареной футбольных клубов «Американо» и «Интернасьонал». Стадион вмещал 20 000 зрителей и был открыт в 1931 году, размеры поля составляли 110 метров в длину и 75 метров в ширину. Являлся одной из арен чемпионата мира по футболу 1950 года.
«Эстадиу дус Эукалиптус» принадлежал клубу «Интернасьонал». Стадион получил название от Chácara dos Eucaliptos (означающее Ферма эвкалиптов), места, на котором был возведён стадион. Официально же стадион был назван в честь Илдо Менегетти, президента «Интернасьонала» и инженера.

## История
В 1931 году работы по возведению стадиона Эвкалиптов были завершены. Первоначально его максимальная вместимость составляла 10 000 человек. Матч открытия был сыгран 15 июля того же года, в котором «Интернасьонал» победил «Гремио» 3:0. Первый гол на стадионе забил игрок «Интернасьонала» Жавел. В тот же день был установлен рекорд стадиона по посещаемости: 22 000 зрителей.
Стадион был реконструирован Спортивной конфедерацией Бразилии (CBD) к Чемпионату мира 1950 и принял у себя 2 матча этого турнира. Здесь 29 июня 1950 года сборная Югославии победила сборную Мексики со счётом 4:1. 2 июля команда Швейцарии обыграла всё ту же Мексику 2:1.
В марте 1969 года на стадионе состоялся последний официальный матч: «Интернасьонал» победил «СК Риу-Гранди» 4:1. Стадион Эвкалиптов перестал функционировать после открытия стадиона Бейра-Рио в том же году.